# Řád Chula Chom Klao
Řád Chula Chom Klao, plným názvem Nejznámější řád Chula Chom Klao (thajsky เครื่องราชอิสริยาภรณ์จุลจอมเกล้า), je thajské státní vyznamenání založené roku 1873.

## Historie a pravidla udílení
Řád byl založen thajským králem Chulalongkornem dne 16. listopadu 1873 při příležitosti devadesátého výročí dynastie Chakri. Řád byl pojmenován po svém zakladateli. Během oslav padesátého výročí svého nástupu na trůn povýšil thajský král Pchúmipchon Adunjadét všechny příjemce řádu, jež byly vyznamenáni jeho předchůdcem Rámou VIII. o jednu třídu výše.

## Třídy
Řád se skládá ze čtyř tříd s rozdíly mezi mužskými a ženskými příslušníky řádu. Některé třídy jsou dále rozděleny na několik divizí. Počet členů v jednotlivých třídách je omezen.
- První třída je rozdělena do dvou divizí v případě mužů a do jedné divizi pro ženy:
  - rytíř velkostuhy (speciální třída, ปฐมจุลจอมเกล้าวิเศษ) – Insignie sestávají z řádového odznaku, řádové hvězdy, řetězu, šerpy a medaile. Počet žijících členů této třídy není omezen.
  - rytíř/dáma velkokříže (první třída, ปฐมจุลจอมเกล้า) – Insignie sestávají z řádového odznaku, řádové hvězdy, řetězu a šerpy. Vzhled odznaku se shoduje s odznakem třídy rytíře velkostuhy. Počet žijících členů je omezen na 30 mužů a 20 žen.
- Druhá třída je v případě mužů i žen rozdělena do dvou divizí:
  - rytíř/dáma velkokomandér/ka (vyšší druhá třída, ทุติยจุลจอมเกล้าวิเศษ) – Insignie se skládají z odznaku, hedvábné stuhy a v případě mužů navíc ještě z řádové hvězdy. Vzhled odznaku je v případě mužů podobný odznaku třídy rytíře velkostuhy. V tomto případě je zavěšen na stuze široké 50 mm a nosí se kolem krku. V případě žen se odznak podobá odznaku třídy dámy velkokříže, ale není zdoben brilianty. Nosí se zavěšený na stuze široké 75 mm spadající z levého ramene na protilehlý bok či na stuze široké 50 mm a připnuté na levém rameni. Řádová hvězda je z nebroušeného stříbra a je osmicípá. Uprostřed je centrální růžově smaltovaný kotouč s královským monogramem krále Rámy V. Disk je obklopen modře smaltovaným kruhem s pozlaceným nápisem v thajštině znamenajícím Budu udržovat svou královskou rodinu. Počet žijících členů v této třídě je omezen na 200 mužů a 100 žen.
  - rytíř/dáma komandér/ka (nižší druhá třída, ทุติยจุลจอมเกล้า) – Insignie sestává z řádového odznaku a stuhy. V případě mužů se vzhled odznaku shoduje s odznakem ve třídě rytíře velkokomandéra. V případě dam je jeho vhled shodný s odznakem ve třídě dámy velkokomandérky, ale nosí se výhradně na stužce na levém rameni. Počet žijících členů této třídy je omezen na 250 mužů a 100 žen.
- Třetí třída je v případě mužů rozdělen do tří divizí a v případě žen do jedné divize:
  - velký společník (vyšší třetí třída, ตติยจุลจอมเกล้าวิเศษ) – Insignií v této třídě je pouze řádový odznak. Svým vzhledem se podobá odznaku rytíře komandéra, ale je menší. Je připojen k růžové stužce s rozetou široké 40 mm  a nosí se nalevo na hrudi. Počet žijících členů této třídy je omezen na 250.
  - společník (nižší třetí třída, ตติยจุลจอมเกล้า) – Insignií v této třídě je pouze řádový odznak. Jeho vzhled je v případě mužů stejný jako v případě třídy velkého společníka, na stužce však není rozeta. V případě žen se vzhled odznaku podobá odznaku třídy dámy komandérky, ale je menší a připojen k hedvábné stužce široké 40 mm. Nosí se na levém rameni. Počet žijících členů v této třídě je omezen na 200 mužů a 250 žen.
  - mladší společník (ตติยานุจุลจอมเกล้า) – Insignií v této třídě je pouze medaile. Počet žijících členů této třídy je omezen na 100.
- Čtvrtá třída je udílena v jedné divizi ženám:
  - členka (จตุตถจุลจอมเกล้า) – Insignií v této třídě je pouze medaile. Medaile se podobá medaili mladšího společníka, ale má pozlacený a modře smaltovaný kruh. Zadní strana medaile je podobná jako u třídy společníka, ale ve vnějším pásu je letopočet 1894. Počet žijících členek této třídy je omezen na 150.

speciální třída
první třída
vyšší druhá třída
nižší druhá třída
vyšší třetí třída
nižší třetí třída
mladší společník
členka

## Insignie

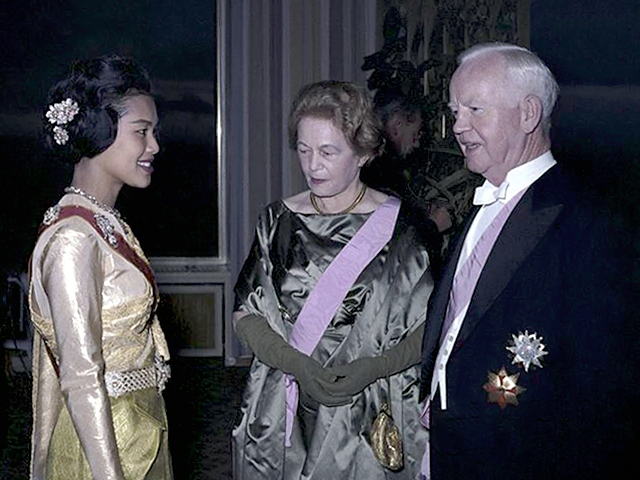
Německý prezident Heinrich Lübke se ženou se šerpou Řádu Chula Chom Klao ve společnosti thajské královny Sirikit

Řádový odznak v nejvyšší třídě má tvar zlatého kulatého disku. Uprostřed je barevně smaltovaný portrét krále Rámy V. Portrét je obklopen modře smaltovaným kruhem s vyrytým pozlaceným nápisem v thajštině Budu udržovat královskou rodinu. Medailon je položen na osmicípé hvězdě s cípy pokrytými růžovým smaltem. Mezi jednotlivými cípy jsou shluky zlatých paprsků. Hvězda je položena na věnci ze zlatých listů pokrytých zeleným smaltem. Odznak je převýšen zlatou thajskou korunou. Na zadní straně odznaku jsou bílí sloni Airavata a v jejich středu je bíle smaltovaný trojzubec. Řádový odznak žen je podobný tomu mužskému, je však menší a zdobený brilianty. Na zadní straně je vyryt letopočet v thajském písmu 1894.
Řádová hvězda je šestnácticípá a je vyrobena ze zlata a stříbra. Centrální část se skládá z růžového kotouče s královským monogramem krále Rámy V. zdobeného brilianty a lemovaným modře smaltovaným kruhem s nápisem v thajském písmu s heslem řádu. Dále je medailon lemován pruhem briliantů. Hvězda se nosí nalevo na hrudi. Ženská hvězda se podobá mužské je však menší.
Řádový řetěz se skládá ze šestnácti královských monogramů krále Rámy V. pokrytých růžovým smaltem a ze sedmnácti zlatý rozet. Jednotlivé články jsou propojeny řetězem. Uprostřed řetězu je oválný medailon s vyobrazením slonů Airavata. Tento medailon je bíle smaltovaný nahoře se zlatou korunou. K medailonu na obou stranách přiléhají dva zlatí lvi nesoucí královské slunečníky. Celý článek je zakončen bílými mašličkami.
Medaile je insignií třídy mladšího společníka. Má tvar stříbrného disku. Uprostřed je portrét krále Rámy V. kolem něhož je pás s nápisem Budu udržovat svou královskou rodinu. Celý kus je lemován věncem a zakončen korunou. Na zadní straně jsou sloni Airavata s trojzubcem a nápisem v thajském písmu. Medaile je zavěšena na růžové hedvábné stužce široké 40 mm a nosí se nalevo na hrudi.
Stuha je růžová.

## Pravidla dědění
V případě udělení řádu ve třídě rytíře velkostuhy, by měl insignie po smrti nositele zdědit jeho syn. Poté by měly být předávány v rodině, až do okamžiku neexistence dalšího mužského dědice. V případě udělení řádu ve třídě rytíře velkokříže, by měl po smrti nositele zdědit insignie jeho syn. I v případě třídy velkokomandéra či komandéra by měl insignie zdědit jeho nejstarší syn. Pokud by byl k tomu nezpůsobilý, měly by insignie přejít na mladší syny. Pokud by osoba, která zdědila insignie byla psychicky nemocná či mrtvá, měly by být předány jeho synovi. Dědic po svém otci by se měl stát společníkem řádu, dědic po dědečkovi pak mladším společníkem.